# Bagisara paulensis
Bagisara paulensis là một loài bướm đêm trong họ Noctuidae.